# Sandy Jeannin
Sandy Jeannin (* 28. února 1976) je bývalý švýcarský lední hokejista. Naposledy hrál v týmu HC Fribourg-Gottéron ve švýcarské hokejové lize na pozici levého křídla.

## Kariéra

### Klubová kariéra
V první polovině devadesátých let začínal v klubu HC La Chaux-de-Fonds ve druhé švýcarské lize, od roku 1995 hraje v nejvyšší švýcarské soutěži. Postupně vystřídal kluby ZSC Lions, HC Davos, HC Lugano a od roku 2008 do konce kariéry v roce 2014 působil v HC Fribourg-Gottéron. Nejdéle hrával v Luganu, kde pomohl získat dvakrát titul švýcarského mistra a v letech 2003 a 2004 vybojovat třetí místo v Kontinentálním poháru.

### Reprezentace
Švýcarsko reprezentoval v juniorské kategorii na mistrovství světa do 20 let v kategorii B v roce 1995 a v A-kategorii o rok později, mezi dospělými hrál poprvé na mistrovství světa 1996 v B-kategorii a v elitní skupině téměř každoročně v letech 1998 až 2009.
Třikrát si zahrál na turnaji olympijských her – letech 2002, 2006 a 2010. Působil také jako kapitán švýcarské reprezentace.

## Klubové statistiky
| Sezona                                             | Klub                 | Soutěž               | Základní část | Základní část | Základní část | Základní část | Základní část | Play off | Play off | Play off | Play off | Play off |
| Sezona                                             | Klub                 | Soutěž               | Z             | G             | A             | B             | TM            | Z        | G        | A        | B        | TM       |
| -------------------------------------------------- | -------------------- | -------------------- | ------------- | ------------- | ------------- | ------------- | ------------- | -------- | -------- | -------- | -------- | -------- |
| 1993–94                                            | HC La Chaux-de-Fonds | NLB                  | 36            | 6             | 5             | 11            | 14            | 5        | 0        | 3        | 3        | 2        |
| 1994–95                                            | HC La Chaux-de-Fonds | NLB                  | 36            | 15            | 14            | 29            | 39            | 4        | 1        | 2        | 3        | 0        |
| 1995–96                                            | ZSC Lions            | NLA                  | 36            | 3             | 9             | 12            | 14            | –        | –        | –        | –        | –        |
| 1996–97                                            | ZSC Lions            | NLA                  | 31            | 3             | 9             | 12            | 47            | –        | –        | –        | –        | –        |
| 1997–98                                            | HC Davos             | NLA                  | 40            | 8             | 13            | 21            | 12            | –        | –        | –        | –        | –        |
| 1998–99                                            | HC Davos             | NLA                  | 43            | 17            | 25            | 42            | 85            | –        | –        | –        | –        | –        |
| 1999–00                                            | HC Davos             | NLA                  | 45            | 5             | 18            | 23            | 83            | 4        | 1        | 2        | 3        | 25       |
| 2000–01                                            | HC Lugano            | NLA                  | 39            | 5             | 7             | 12            | 26            | 18       | 5        | 6        | 11       | 18       |
| 2001–02                                            | HC Lugano            | NLA                  | 34            | 10            | 12            | 22            | 51            | –        | –        | –        | –        | –        |
| 2002-03                                            | HC Lugano            | NLA                  | 39            | 8             | 14            | 22            | 12            | –        | –        | –        | –        | –        |
| 2003–04                                            | HC Lugano            | NLA                  | 48            | 11            | 21            | 32            | 44            | 16       | 1        | 7        | 8        | 16       |
| 2004–05                                            | HC Lugano            | NLA                  | 42            | 11            | 24            | 35            | 14            | 5        | 3        | 2        | 5        | 4        |
| [[švýcarská liga ledního hokeje 2005/2006\|2005-06 | HC Lugano]]          | NLA                  | 43            | 8             | 21            | 29            | 16            | 16       | 8        | 12       | 20       | 4        |
| 2006–07                                            | HC Lugano            | NLA                  | 43            | 10            | 23            | 33            | 50            | –        | –        | –        | –        | –        |
| 2007–08                                            | HC Lugano            | NLA                  | 43            | 12            | 32            | 44            | 58            | 5        | 0        | 5        | 5        | 6        |
| 2008–09                                            | Fribourg-Gottéron    | NLA                  | 50            | 14            | 36            | 50            | 60            | 11       | 1        | 4        | 5        | 8        |
| 2009–10                                            | Fribourg-Gottéron    | NLA                  | 32            | 9             | 17            | 26            | 34            | 7        | 2        | 4        | 6        | 4        |
| 2010–11                                            | Fribourg-Gottéron    | NLA                  | 47            | 13            | 29            | 42            | 24            | 4        | 0        | 0        | 0        | 0        |
| NLB (2. liga) celkem                               | NLB (2. liga) celkem | NLB (2. liga) celkem | 72            | 21            | 19            | 40            | 53            | 9        | 1        | 5        | 6        | 2        |
| NLA celkem                                         | NLA celkem           | NLA celkem           | 644           | 143           | 302           | 445           | 592           | 151      | 38       | 70       | 108      | 172      |